# Bill Joy
Bill Joy, född 8 november 1954, är en amerikansk programmerare och en av grundarna till Sun Microsystems.
Han skrev stora delar av Unix-implementationen BSD, däribland TCP/IP-stacken, vi och csh.
Joy är en av upphovsmännen till programmeringsspråket Java.
Joy är även känd som teknikpessimist, framför allt genom Wired-artikeln Why the future doesn't need us.
I den går han till angrepp på den optimistiska syn på artificiell intelligens, robotik och nanoteknologi som till exempel Ray Kurzweil och Hans Moravec företräder.